# Angélica García Arrieta
Angélica García Arrieta (Tetepango, Hidalgo; 27 de agosto de 1958-22 de diciembre de 2018) fue una política mexicana, miembro fundador del partido Movimiento Regeneración Nacional (Morena). En 2018 ejerció como senadora por el estado de Hidalgo.

## Biografía
Angélica García Arrieta fue licenciada en Contaduría pública por la Universidad Autónoma del Estado de Hidalgo; ejerció su carrera como auditora en el Hospital General de Pachuca y en el departamento de Auditoría Interna de Distribuidora Conasupo (DICONSA), donde también fue parte de la coordinación de contabilidad. Posteriormente fue jefa de la oficina de capacitación para el trabajo del Instituto de Seguridad y Servicios Sociales de los Trabajadores del Estado (ISSSTE) en Hidalgo.
Inicialmente miembro del Partido de la Revolución Democrática, fue elegida diputada al Congreso de Hidalgo de 1999 a 2002 y activista en procesos electorales en el mismo partido hasta 2012. A partir de ese año renunció al PRD y se dedicó a la promoción de la fundación de Morena en el estado de Hidalgo, destacando como promotora del voto y organizadora de las asambleas estatales constitutivas del mismo.
Fue además consejera estatal y nacional del Morena, miembro del Consejo Consultivo Ampliado y secretaria general del comité estatal de Hidalgo a partir de 2016.
Elegida senadora a las LXIV y LXV Legislaturas que deberían de concluir en 2024, en el Senado ocupó los cargos de secretaria de la comisión de Minería y Desarrollo Regional, e integrante de Asuntos Indígenas, de la de Desarrollo Urbano, Ordenamiento Territorial y Vivienda, de Federalismo y Desarrollo Municipal y de la de Medio Ambiente, Recursos Naturales y Cambio Climático.
Falleció el 22 de diciembre de 2018 en el ejercicio de su cargo.